# Imperator torosus
Bolet de plomb, Bolet massif
Espèce
Statut de conservation UICN

 EN  : En danger
Imperator torosus, le Bolet de plomb ou Bolet massif, auparavant Boletus torosus, est une espèce toxique de champignon méditerranéen et calcicole rare du genre Imperator dans la famille des Boletaceae. C'est une espèce menacée. Il est caractérisé par son chapeau grisâtre brunâtre et son bleuissement intense à la coupe ou à la pression.

## Taxonomie
Le nom correct complet (avec auteur) de ce taxon est Imperator torosus (Fr.) Assyov, Bellanger, Bertéa, Courtec., Koller, Loizides, G. Marques, J.A. Muñoz, N. Oppicelli, D. Puddu, F. Rich. & P.-A. Moreau, 2015. 
L'espèce a été initialement classée dans le genre Boletus sous le basionyme Boletus torosus Fr., 1835.

### Synonymes
Imperator torosus a pour synonymes :
- Boletus torosus Fr., 1835
- Dictyopus torosus (Fr.) Quél., 1886
- Suillellus torosus (Fr.) Blanco-Dios, 2015
- Suillus torosus (Fr.) Kuntze, 1898

### Phylogénie
Il est proche phylogénétiquement de Boletus vermiculosus et de Suillellus luridus.

### Noms vulgaires et vernaculaires
Ce taxon porte en français les noms vernaculaires ou normalisés suivants : Bolet de plomb, Bolet massif.

## Description du sporophore
Les bolets sont des champignons dont l'hyménophore, constitué de tubes et terminés par des pores, se sépare facilement de la chair du chapeau. Ce chapeau d'abord rond, recouvert d'une cuticule, devient convexe à mesure qu’il vieillit. Ils ont un pied (stipe) central assez épais et une chair compacte. Les caractéristiques morphologiques de I. torosus sont les suivantes :
Son chapeau est jaune ou blanchâtre dans la jeunesse, virant rapidement en jaunâtre gris sale, brunâtre à gris olivâtre, généralement bariolé de rougeâtre brunâtre à vineux dans les blessures.
L'hyménophore présente des pores jaunes puis verdâtres à maturité, rarement avec un peu de rouge, bleuissants au toucher.
Son stipe est jaune à légèrement orangé, maculé comme le chapeau de brun vineux dans les blessures, couvert d’un fin réseau concolore dans la moitié supérieure.
La chair est jaune, bleuissant vivement à la coupe, rouge betterave à la base, ferme et très dense.

### Caractéristiques microscopiques
Ses spores mesurent 13,5-15,5 x 5,5-6,5 µm.

## Galerie

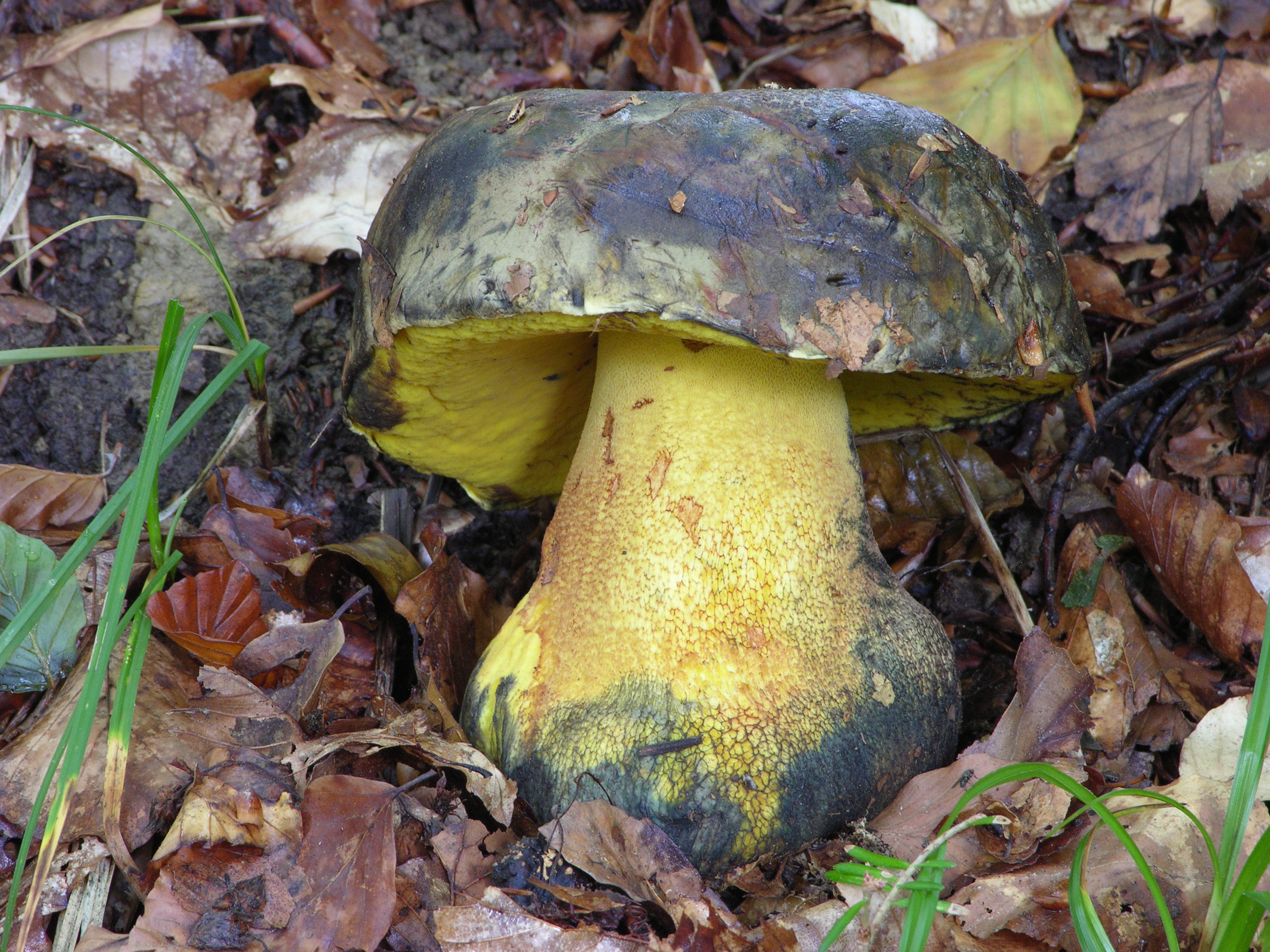
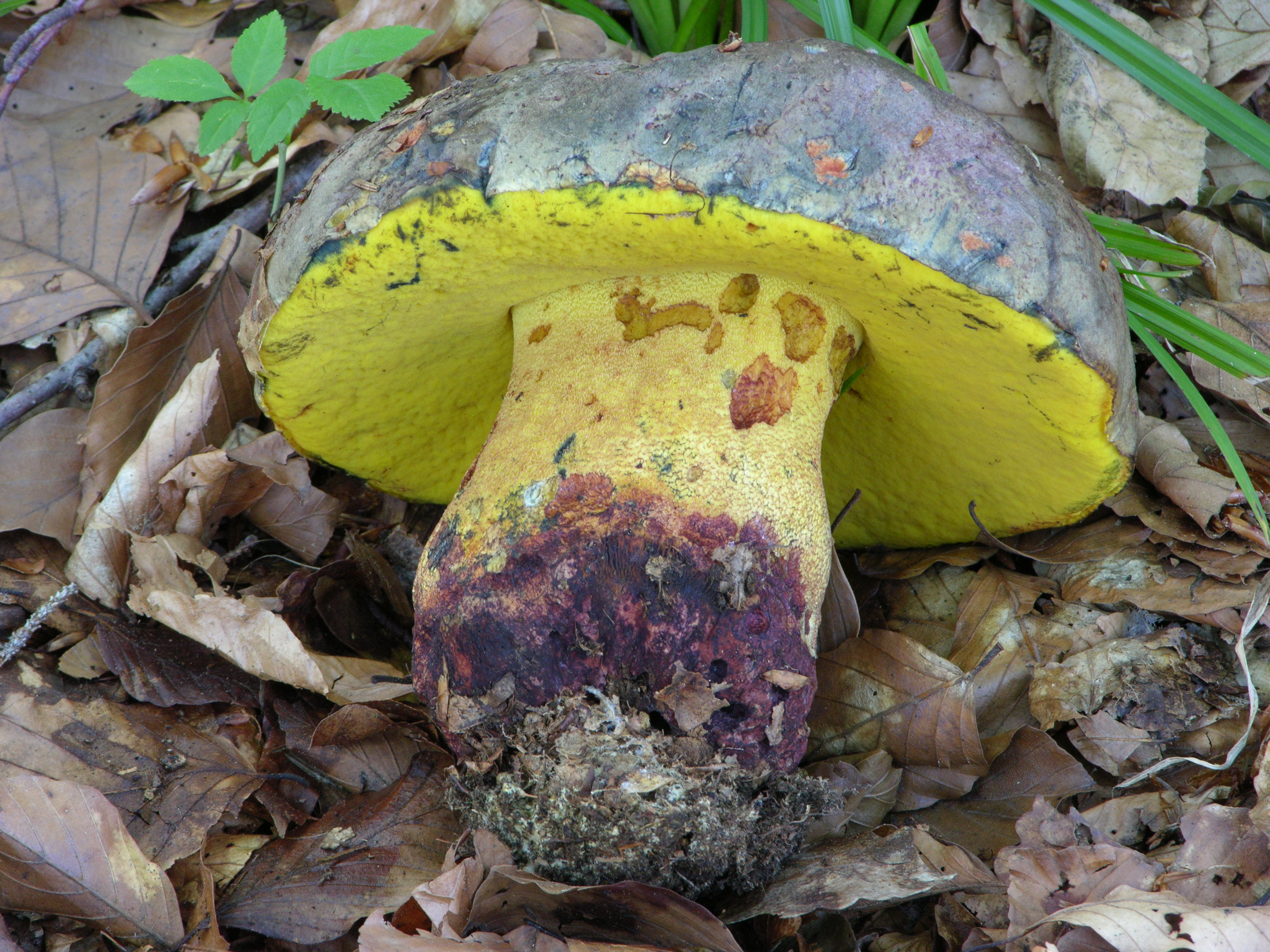
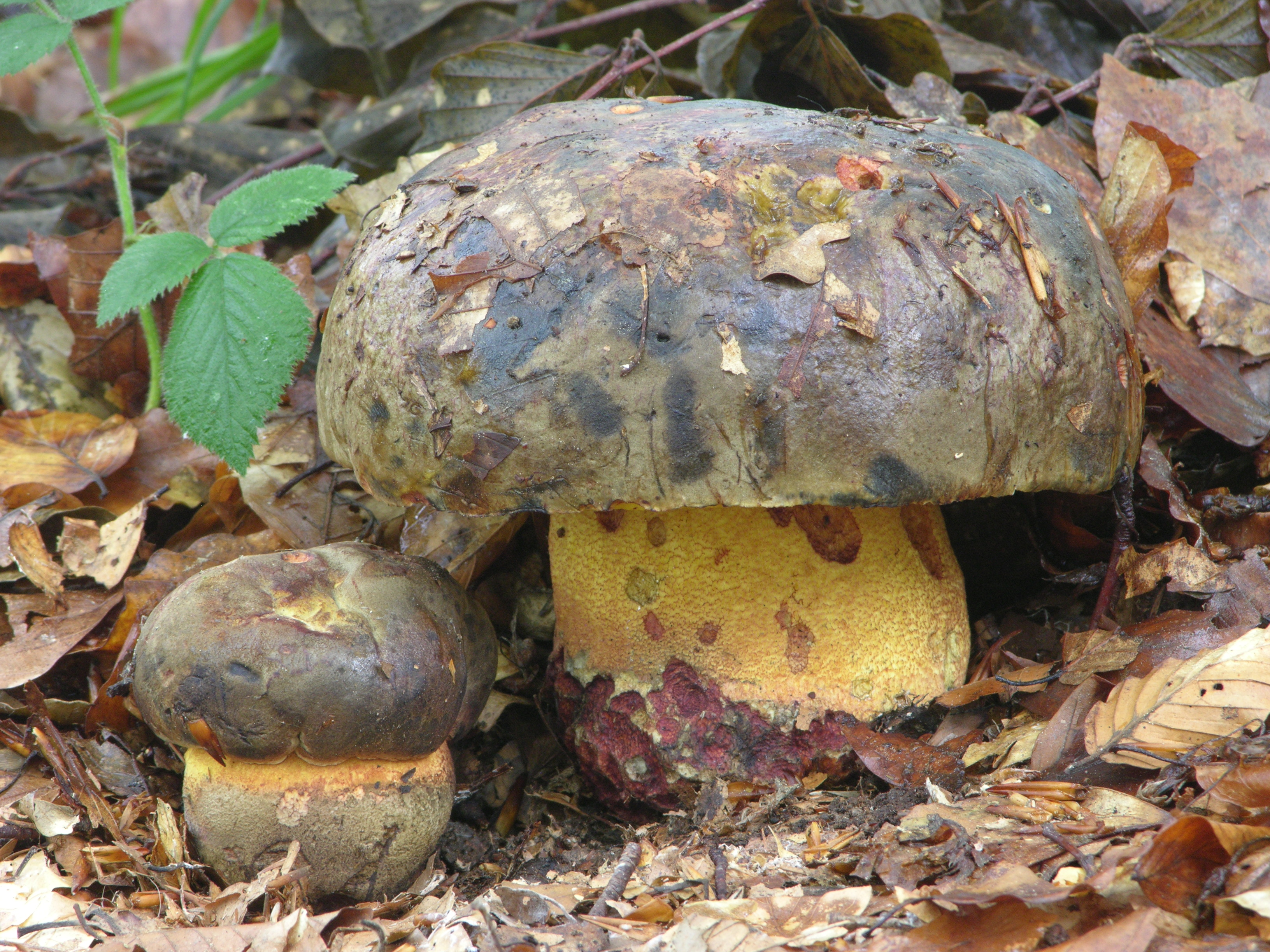
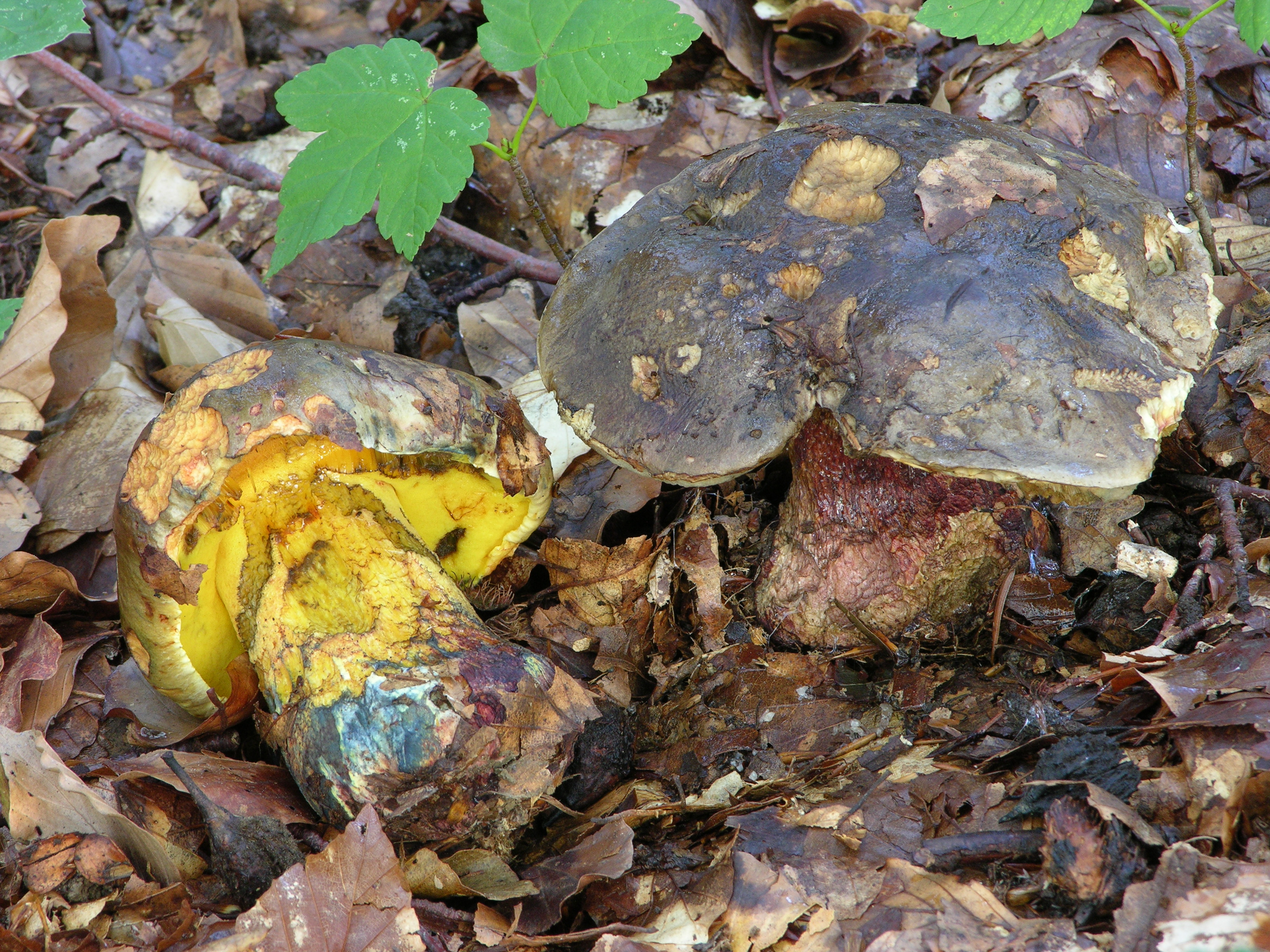

## Habitat et distribution
Cette espèce pousse sous feuillus et sous conifères, en ectomycorhize avec Quercus, Fagus et Castanea, en Automne. Il est thermophile et calcicole.

## Statut de conservation

### En France
Une étude, publiée en avril 2024, menée conjointement en France par l'UICN, l'OFB, le MNHN et l'AdoniF sur le statut de conservation dans le pays de plus de 250 champignons; classe cette espèce Imperator torosus dans la catégorie EN (en danger) au niveau national,.

#### Régional
- Poitou-Charentes : classement de cette espèce en catégorie NT (Quasi menacée) au niveau régional[8].
- Midi-Pyrénées : classement de cette espèce en catégorie EN (En danger) au niveau régional[9].
- Alsace : classement de cette espèce en catégorie EN (En danger) au niveau régional[10].
- Franche-Comté : classement de cette espèce en catégorie VU (Vulnérable) au niveau régional[11].

## Comestibilité
Le Bolet de plomb a été considéré longtemps comme comestible avant d'avoir provoqué des intoxications multiples en Charente-Maritime lors d'un début d'été particulièrement sec. Il provoque des symptômes gastro-intestinaux tels que douleurs abdominales, diarrhées et vomissements lorsqu'il est consommé cru ou mal cuit. Ces réactions peuvent également se produire chez certaines personnes lorsqu'il est consommé cuit.
Dans une étude de 1994, les chercheurs Ulrich Kiwitt et Hartmut Laatsch ont recherché de la coprine, un composé antabusique, chez S. luridus et des espèces similaires qui avaient été suspectées d'induire des réactions de type antabusique avec l'alcool. L'ingestion de coprine provoque des bouffées de chaleur notamment au visage, des picotements dans les bras et les jambes, des nausées et des vomissements ainsi qu'une accélération du rythme cardiaque dans les cinq à dix minutes suivant la consommation d'alcool. Ils n'en ont trouvé aucun chez S. luridus, mais en ont trouvé des traces chez I. torosus. Ils ont conclu que l'explication la plus probable des empoisonnements antérieurs était une mauvaise identification de I. torosus avec S. luridus, bien qu'ils n'aient pas pu exclure que cette dernière espèce contienne un composé jusqu'alors non identifié causant des réactions liées à l'alcool. Aucun cas clinique de sensibilité à l'alcool n'a été rapporté pour I. torosus.
En France, il est considéré toxique . Dans l'ensemble, son niveau de sécurité alimentaire est insuffisant et sa consommation est déconseillée, de plus, son statut d'espèce rare en danger devrait inciter à le cueillir uniquement à des fins d'études.

## Confusions possibles
Le Bolet de plomb est à comparer avec les espèces suivantes :
- Le Bolet cuivré (Imperator luteocupreus), mais ce dernier a des pores rouges.
- La forme jaune du Bolet vieux rose (Imperator rhodopurpureus f. xanthopurpureus), ressemble à I. torosus lorsqu'il est jeune et possède un chapeau blanchâtre, mais son chapeau est de texture ridée-grumeleuse,